# Little Talks
Little Talks est le premier single du groupe islandais Of Monsters and Men, sorti le 6 février 2012. Il est extrait de leur premier album My Head Is an Animal qui est sorti en France le 2 avril 2012.

## Certifications
| Pays             | Organisme  | Certification | Vente     |
| ---------------- | ---------- | ------------- | --------- |
| Allemagne        | BVMI       | 3 × Or        | 450 000   |
| Australie        | ARIA       | 6 × Platine   | 420 000   |
| Autriche         | IFPI       | Or            | 15 000    |
| Belgique         | BEA        | Platine       | 30 000    |
| Canada           | CRIA       | 3 × Platine   | 240 000   |
| Danemark         | IFPI       | Or            | 45 000    |
| Espagne          | PROMUSICAE | Or            | 20 000    |
| États-Unis       | RIAA       | 5 × Platine   | 5 000 000 |
| Italie           | FIMI       | 2 × Platine   | 200 000   |
| Nouvelle-Zélande | RIANZ      | 2 × Platine   | 60 000    |
| Royaume-Uni      | BPI        | 2 × Platine   | 1 200 000 |
| Suède            | GLF        | 2 × Platine   | 80 000    |
| Suisse           | IFPI       | Or            | 15 000    |